# Проворнов Констянтин Якович
Констянтин Якович Проворнов (1920 — 1943) — радянський танкіст, лейтенант, винахідник танка ЛТП.

## Біографія
Почав службу в РСЧА з 1939 року, на початок німецько-радянської війни був командиром взводу 98-го танкового полку 49-ої танкової дивізії. Наприкінці липня 1941 року дивізія опинилася в оточенні під Уманню, де К. Я. Проворнов отримав тяжке поранення і зник безвісти. У лютому 1942 року виявився в одному зі шпиталів. Ймовірно при знаходженні в госпіталі і відноситься його робота з проєктування легкого танка, а оскільки він воював на Т-34, це відбилося у виконаному проєкті, відправленому ним у відділ винаходів ГАБТУ .
Після лікування призначений командиром взводу у 214-му танковому батальйоні 65-ї танкової бригади, у складі якої брав участь у Орловській стратегічній наступальній операції «Кутузов» . Згідно з нагородним листом, протягом 26-27 липня 1943 року екіпаж офіцера Проворнова знищив 2 танки і 3 гармати, а також до 30 солдатів противника, після чого на зайнятому рубежі керував обороною. Вже наступного дня в бою за село Горки Орловської області загинув. Похований там у братській могилі, потім могилу перенесли до села Ржава Кромського району Орловської області.